# Estación de Elche-Carrús
Elche-Carrús (en valenciano, Elx-Carrús) es una estación de ferrocarril subterránea situada en la ciudad española de Elche, en la provincia de Alicante, Comunidad Valenciana. Posee servicios de media distancia y cercanías pertenecientes a la línea C-1 de Cercanías Murcia/Alicante.
Está situada bajo la avenida de la Libertad, en la intersección con la calle de Jorge Juan y la avenida de Novelda. El acceso la misma se ubica en la esquina de la avenida de la Libertad con la calle Óscar Esplá. Su nombre se debe a su situación próxima al barrio de Carrús, es la estación que da servicio a las zonas occidentales de la ciudad.

## Situación ferroviaria
Se encuentra en el pk 21,7 de la línea férrea de ancho ibérico Alicante-El Reguerón, a 92,47 metros de altitud.
El tramo es de vía única y está sin electrificar.

## Historia
En los años 1960, el gran crecimiento de Elche propició la construcción de un túnel ferroviario de 5,5 km, por el que transcurre la línea férrea que une Alicante con Murcia, creándose en ese momento las estaciones actuales que posee la ciudad de Elche.
En 2009, la estación fue reformada y modernizada para paliar problemas de conservación y su limitada accesibilidad para personas de movilidad reducida. Las obras han consistido en la redistribución de espacios, ampliación del vestíbulo, la creación de nuevos accesos y el acondicionamiento de los andenes.

## Servicios ferroviarios

### Cercanías
La estación forma parte de la línea línea C-1 de Cercanías Murcia/Alicante.

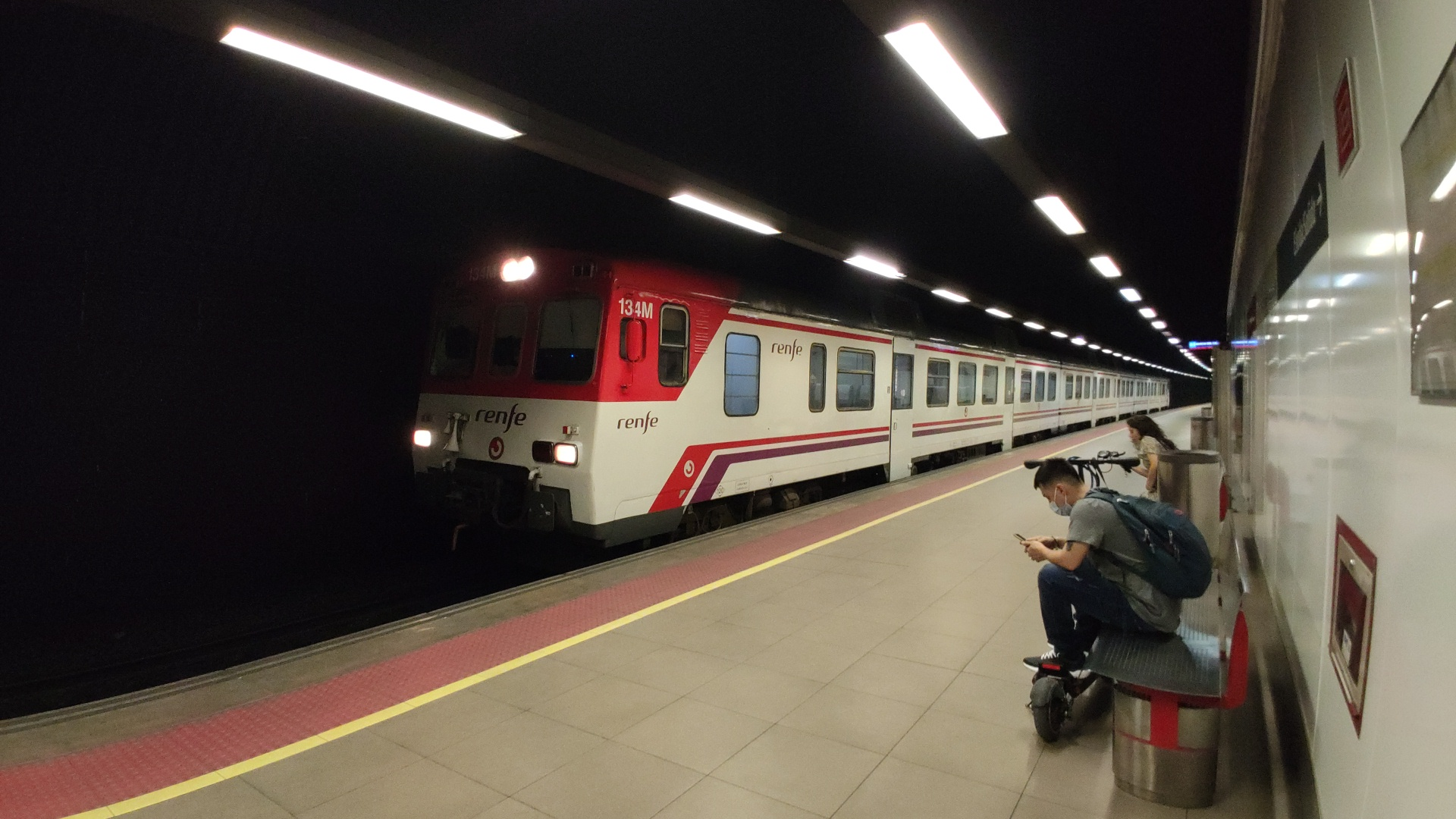
Tren de Cercanías con destino Murcia del Carmen

### Media Distancia
Dispone de servicios de media distancia que permiten conexiones con ciudades como Murcia, Cartagena o Valencia.
| Línea MD | Trenes      | Origen/Destino |  | Destino/Origen    |
| -------- | ----------- | -------------- |  | ----------------- |
| 44       | MD Regional | Valencia-Norte |  | Murcia del Carmen |
| 44       | MD          | Valencia-Norte |  | Cartagena         |